# Athysanella dina
Athysanella dina är en insektsart som beskrevs av Wesley och Blocker 1985. Athysanella dina ingår i släktet Athysanella och familjen dvärgstritar. Inga underarter finns listade i Catalogue of Life.